# Macromia wabashensis
Macromia wabashensis är en trollsländeart som beskrevs av Williamson 1909. Macromia wabashensis ingår i släktet Macromia och familjen skimmertrollsländor. Inga underarter finns listade i Catalogue of Life.